# Збірна Китаю з хокею із шайбою
Збірна Китаю з хокею із шайбою (спрощ.: 中国国家冰球队; кит. трад.: 中國國家冰球隊; піньїнь: Zhōngguó Guójiā Bīngqiú Duì) національна збірна Китаю, яка представляє свою країну на міжнародних змаганнях з хокею із шайбою. Управління збірною здійснюється Хокейною асоціацією Китайської Народної Республіки, яка є членом ІІХФ.

## Виступи на чемпіонаті світу
- 1972 — 5-е місце (група С)
- 1973 — 5-е місце (група С)
- 1974 — 6-е місце (група С)
- 1978 — 4-е місце (група С)
- 1979 — 10-е місце (група В)
- 1981 — 2-е місце (група С)
- 1982 — 6-е місце (група В)
- 1983 — 3-є місце (група С)
- 1985 — 3-є місце (група С)
- 1986 — 2-е місце (група С)
- 1987 — 8-е місце (група В)
- 1989 — 3-є місце (група С)
- 1990 — 3-є місце (група С)
- 1991 — 2-е місце (група С)
- 1992 — 7-е місце (група В)
- 1993 — 7-е місце (група В)
- 1994 — 8-е місце (група В)
- 1995 — 25-е місце (група С)
- 1996 — 27-е місце (група С)
- 1997 — 7-е місце (група С)
- 1998 — 4-е місце (група С)
- 1999 — 4-е місце (група С)
- 2000 — 2-е місце (група С)
- 2001 — 5-е місце Дивізіон IB
- 2002 — 6-е місце Дивізіон IB
- 2003 — 2-е місце Дивізіон IIB
- 2004 — 1-е місце Дивізіон IIA
- 2005 — 6-е місце Дивізіон IA
- 2006 — 1-е місце Дивізіон IIB
- 2007 — 6-е місце Дивізіон IA
- 2008 — 2-е місце Дивізіон IIB
- 2009 — 3-є місце Дивізіон IIA
- 2010 — 5-е місце Дивізіон IIB
- 2012 — 2-е місце Дивізіон IIB
- 2013 — 4-е місце Дивізіон IIB
- 2014 — 4-е місце Дивізіон IIB
- 2015 — 1-е місце Дивізіон IIB
- 2016 — 6-е місце Дивізіон IIA
- 2017 — 1-е місце Дивізіон IIB
- 2018 — 4-е місце Дивізіон IIA
- 2019 — 5-е місце Дивізіон IIA
- 2022 — 1-е місце Дивізіон IIA
- 2023 — 3-є місце Дивізіон IB
- 2024 — 4-е місце Дивізіон IB
- 2025 — 4-е місце Дивізіон IB